# Moussa Alzouma
Moussa Alzouma (ur. 30 września 1982 w Dosso) – piłkarz nigerski grający na pozycji bramkarza.

## Kariera klubowa
Do 2012 roku Alzouma grał w klubie Sahel SC ze stolicy kraju Niamey. W sezonach 2010/2011 i 2011/2012 zdobył z nim dwa Puchary Nigru. W 2012 przeszedł do AS GNN, w którym grał do 2019, czyli do końca swojej kariery. W sezonie 2013/2014 został z nim mistrzem kraju, a w sezonie 2017/2018 sięgnął z nim po krajowy puchar.

## Kariera reprezentacyjna
W reprezentacji Nigru Alzouma zadebiutował 12 grudnia 2012 roku w przegranym 0:3 towarzyskim meczu z Marokiem. W 2013 roku został powołany do kadry na Puchar Narodów Afryki 2013. Od 2012 do 2020 wystąpił w kadrze narodowej 6 razy.